# Thomas Leverton Donaldson

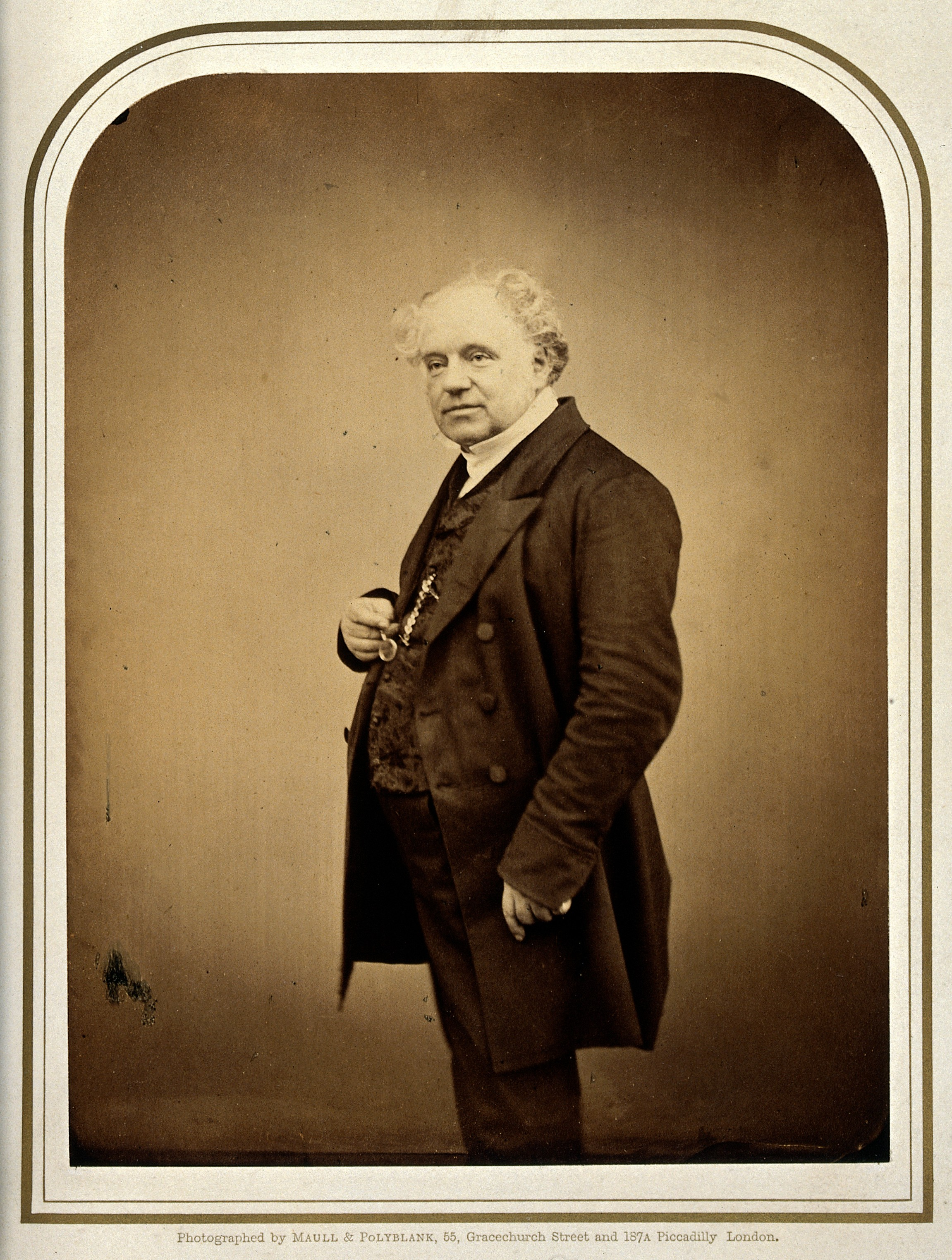
Thomas Leverton Donaldson.

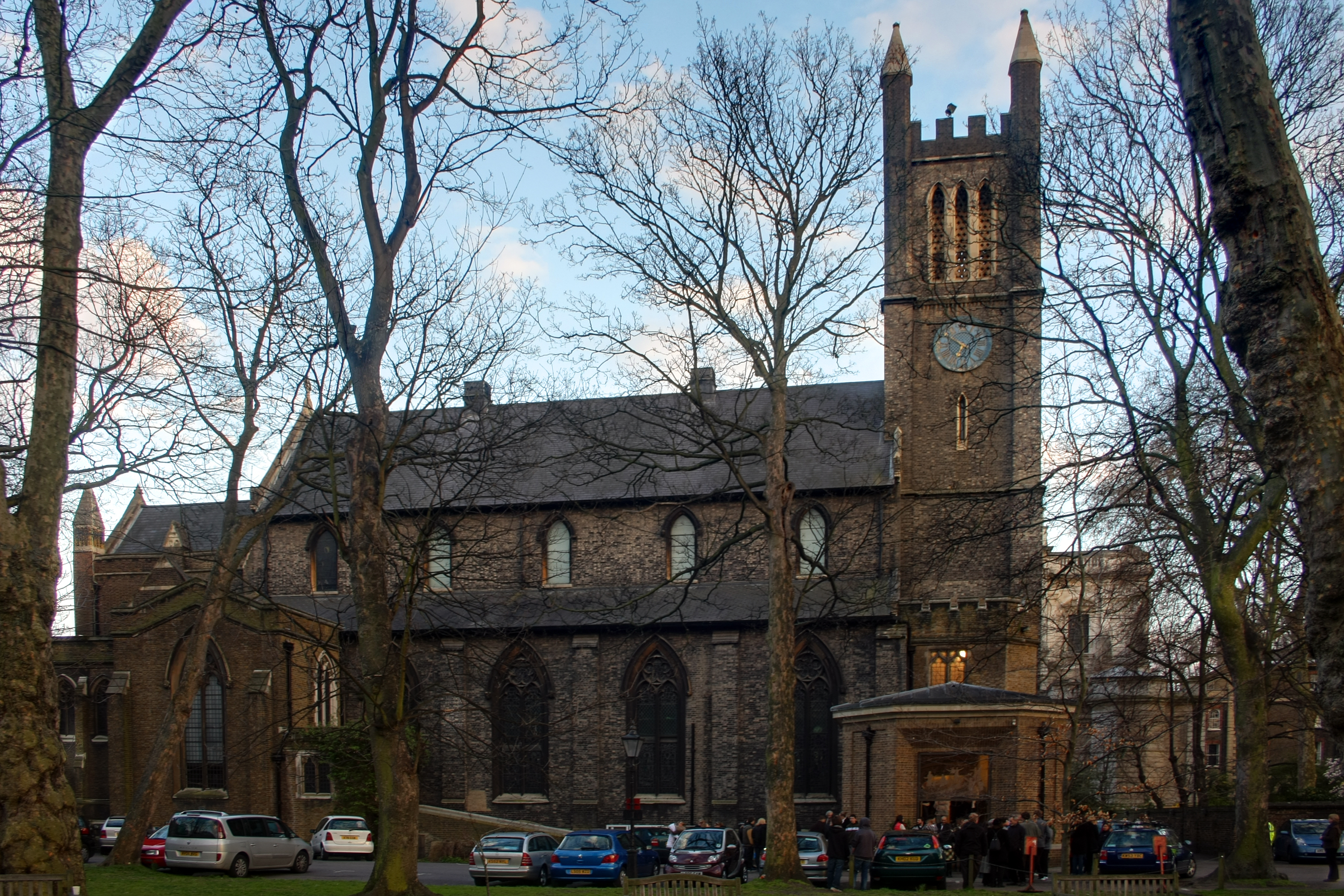
The Church of Holy Trinity i Brompton i London.

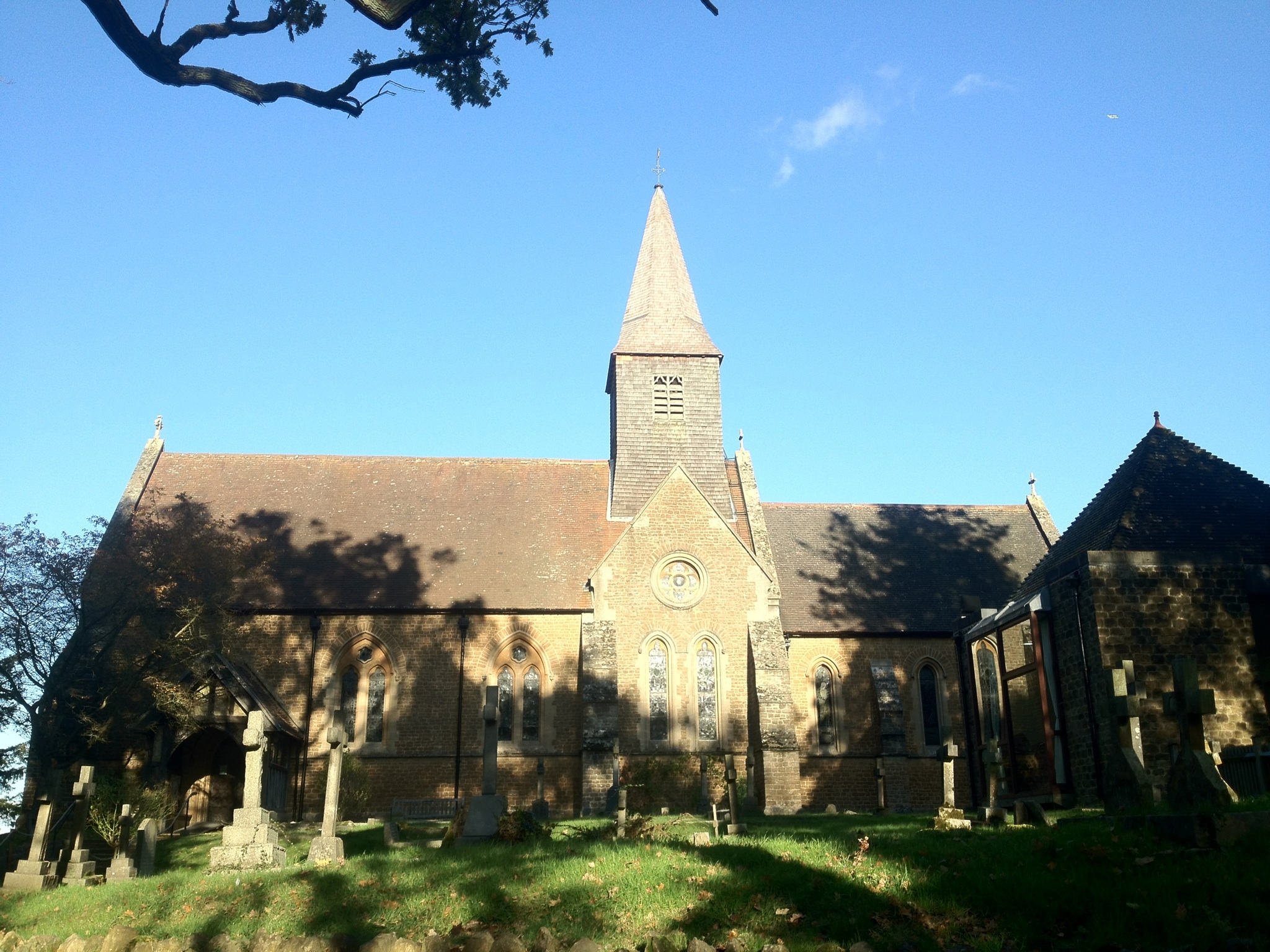
Busbridge Church i Godalming.

Thomas Leverton Donaldson, född 19 oktober 1795 i Bloomsbury i London, död 1 augusti 1885 i Bloomsbury i London, var en brittisk arkitekt och konstskriftställare.
Thomas Leverton Donaldson var den äldste sonen till arkitekten James Donaldson. Han reste utomlands efter sin skolutbildning och hade kontorsarebete i Kapstaden i Sydafrika innan han deltog som frivillig i en attack mot den av Frankrike hållna ön Mauritius. Efter att rest tillbaka till Storbritannien, arbetade han på sin fars arkitektkontor. 
Hans första viktiga verk var Church of Holy Trinity i South Kensington i London, som uppfördes 1826–29. 
Donaldsson utövade både som författare och föreläsare en inflytelserik verksamhet. Han blev professor i arkitekturhistoria vid University College i London, vars huvudbyggnader han också uppförde. Donaldsson framträdde även som arkitekt för kyrkor och andra byggnader i London.